# Santa Margarida
Santa Margarida is een gemeente in de Braziliaanse deelstaat Minas Gerais. De gemeente telt 14.806 inwoners (schatting 2009).

## Aangrenzende gemeenten
De gemeente grenst aan Divino, Matipó, Orizânia, Pedra Bonita en São João do Manhuaçu.